# Гасанов, Эльчин Гафар оглы
Эльчин Гафар оглы Гасанов (род. 1965, Баку) — азербайджанский русскоязычный писатель и публицист.
Автор более 30 книг в жанре детектива и публицистики. В своем творчестве Гасанов затрагивает остросоциальные и философские темы. В то же время негативно и крайне неуважительно относится к традициям, за что все его произведения называют скандальными. Член Союза писателей Азербайджана. Отставной офицер КГБ.
Кандидат технических наук. Свободно владеет английским и турецким языками.
В 2006 году первый и последний Президент СССР Михаил Сергеевич Горбачёв резко высказался об Эльчине Гасанове в своем интервью:
Этот бакинский писатель явно махнул через край. Я пробежал глазами его книги … не вспомню названий, …там многое про меня… Я так считаю, что нормальный человек такое не напишет. Это свихнувшийся тип, не поддающийся социологической фиксации и описанию. Его даже нацисты не читали бы. Лучше его не читать.
В 2011 году большую известность получил текст Гасанова «Кавказцы в Великой Отечественной войне (Письма кавказцев)», написанный им в 2006 году и опубликованный в интернете. Текст представляет собой вымышленное раскрытие архива с фронтовой перепиской солдат с Кавказа времен ВОВ, в нём содержатся сами письма, содержащие описания зверств и издевательств, творимых солдатами на оккупированных территориях, и диалоги о них известных политиков, учёных, военных. Данный текст цитируется на многих сайтах и форумах как достоверный документ. В 2011 году по поводу этого произведения Владимиром Пархоменко от имени организации «Собор русского народа» было подано заявление в Прокуратуру РФ.
В марте 2012 года Ленинским районным судом города Саранска (Республика Мордовия) опус Эльчина Гасанова «Кавказцы в Великой Отечественной войне» был признан экстремистским и включен Министерством Юстиции РФ в Федеральный список экстремистских материалов.
По поводу этого неоднозначного произведения в марте 2013 года в Москве профессором Борисом Габараевым совместно с журналисткой Кариной Денишевой была издана книга под названием «„Письма кавказцев“ — опасная фальшивка». В ней авторы критикуют Э. Гасанова за экстремизм, сепаратизм и политику обособления.